# Herpetobotys camerounensis
Herpetobotys camerounensis is een vlinder uit de familie grasmotten (Crambidae). De wetenschappelijke naam van deze soort is voor het eerst geldig gepubliceerd in 2001 door Maes.
De soort komt voor in tropisch Afrika.